# Karl Wilhelm Stark
Karl Wilhelm Stark auch Carl Wilhelm Stark (* 18. Mai 1787 in Jena; † 18. Mai 1845 ebenda) war ein deutscher Arzt, Internist und Medizintheoretiker. 

## Leben
Karl Wilhelm Stark wurde am 18. Mai 1787 in Jena als Sohn des Geburtshilfe-Professors Johann Christian Stark geboren. Das Medizinstudium absolvierte er von 1804 bis 1807 in Jena. Anschließend war er als „Hofmedicus“ bei Herzog Karl August von Sachsen-Weimar tätig. In dieser Eigenschaft begleitete er 1810 den Fürsten und 1811 die Großfürstin nach Teplitz. Erst im letztgenannten Jahre erlangte er mit der Inauguralabhandlung „Diss. qua intimus graviditatis, lactationis mensiumque profluvii consensus et convenientia ex propria mulieris vi et natura deductus demonstratur“ in Jena unter Christian Gottfried Gruner die Doktorwürde, machte dann von Teplitz aus vier Jahre lang wissenschaftliche Reisen über Wien, Italien, Paris, Berlin und Halle, kehrte 1813 vorübergehend nach Jena zurück, wurde hier Leibarzt sowie 1814 außerordentlicher Professor für Allgemeine Pathologie und Therapie an der Universität Jena und machte 1814 den französischen Feldzug mit. 
Er nahm in Jena 1815 seinen definitiven Aufenthalt und widmete sich fortab dem akademischen Lehrberuf. Als Vertreter bzw. „zweiter Vater der naturhistorischen Schule“ der Medizin fasste er um 1815 Krankheit als Parasitismus auf. Nachdem er einen Ruf nach Berlin abgelehnt hatte, wurde er 1817 zum Hofrat und großherzoglichen Leibarzt, 1823 zum außerordentlichen Beisitzer der Medizinischen Fakultät und des akademischen Senats, 1826 zum ordentlichen Professor der Medizinischen Fakultät in Jena, 1836 zum Geheimen Hofrat ernannt. Nach dem Tode seines Vaters übernahm er 1838 die Direktion der Landesheilanstalten. Ein Jahr später wurde Stark Stadtphysicus.

## Familie
Sein Sohn ist der Archäologe Karl Bernhard Stark, sein Schwiegersohn dessen Schüler und Kunsthistoriker Friedrich Klopfleisch.

## Schriften (Auswahl)
- Pathologische Fragmente. 2 Bände. Weimar 1824–1825.
- De Νοῡσω ϑήλεια apud Herodotum prolusio. Jena 1827.
- Allgemeine Pathologie oder Allgemeine Naturlehre der Krankheit. Leipzig 1838; 2. Auflage ebenda; in 2 Bänden ebenda 1844–1845.